# Copa Federação Maranhense de Futebol de 2022
A Copa FMF de 2022 é uma competição organizada pela Federação Maranhense de Futebol para definir representantes na Série D do Campeonato Brasileiro e para a Copa do Brasil. A competição será disputada entre 16 de outubro e 19 de novembro. O torneio será em homenagem ao jornalista e radialista Roberto Fernandes, morto em abril de 2020 em decorrência de Covid-19.

## Regulamento
O Regulamento Específico da Competição  prevê oito equipes divididas em dois grupos regionalizados de 4 equipes, que se enfrentam com jogos somente de ida.
Os dois melhores de cada grupo avançam para as semifinais, disputadas no formato eliminatório tipo mata-mata, em jogos de ida e volta. Os primeiros de cada grupo terão a vantagem de mando de campo e de empate. O campeão escolhe ficar com a vaga na Copa do Brasil ou na Série D do Brasileirão, e o vice fica com a sobra.

### Critérios de desempate
Para o desempate entre duas ou mais equipes segue-se a ordem definida abaixo:
1. Maior número de vitórias
2. Maior saldo de gols
3. Maior número de gols marcados
4. Vantagem no confronto direto (no caso de empatem entre duas equipes)
5. Número de cartões amarelos e vermelhos
6. Sorteio

## Participantes
Fonte: Futebol Interior

## Primeira Fase

### Grupo B
Fonte: Federação Maranhense de Futebol 

## Fase final

### Esquema
Em itálico, as equipes mandantes no primeiro confronto; enquanto em negrito, as equipes vencedoras no agregado.
|  | Semifinais | Semifinais    | Semifinais | Semifinais |        |          | Final | Final | Final  | Final |
|  |            |               |            |            |        |          |       |       |        |       |
|  | Tuntum     | 0             | 2          | 2          |        |          |       |       |        |       |
|  | Moto Club  | 0             | 1          | 1          |        |          |       |       |        |       |
|  | Moto Club  | 0             | 1          | 1          |        | Maranhão | 0     | 2     | 2 (10) |       |
|  |            |               |            |            |        | Maranhão | 0     | 2     | 2 (10) |       |
|  |            | Tuntum (pen.) | 1          | 1          | 2 (11) |          |       |       |        |       |
|  | Maranhão   | Tuntum (pen.) | 1          | 1          | 2 (11) | 2        | 1     | 3     |        |       |
|  | Maranhão   |               |            |            |        | 2        | 1     | 3     |        |       |
|  | IAPE       | 1             | 1          | 2          |        |          |       |       |        |       |

### Semifinais
Tuntum x Moto Club
O Tuntum enfrentou o Moto Club na primeira partida, no estádio Rafael Seabra às 15h30min. A partida foi disputada em um gramado bastante prejudicado pelas fortes chuvas. Terminou empatada pelo placar 0–0. A segunda partida foi disputada na cidade de São Luís, no estádio Castelão. Aos 14 minutos do primeiro tempo, o jogador Maicon do Leão dos Cocais aproveitou a bola alçada e marcou de cabeça. Enzzo, do Papão do Norte, empatou o placar aos 44 minutos; com gol de cabeça, após escanteio cobrado por Romarinho. Aos 34 minutos do segundo tempo, Patrick aproveitou uma sobra de bola na entrada da área, e emendou um chute forte, marcando o gol. O jogo terminou pelo placar de 2–1 para o Leão dos Cocais, se classificando para a final pelo segundo ano consecutivo.
| 6 de novembro | Tuntum | 0 – 0           | Moto Club | Rafael Seabra, Tuntum      |
| 15:30         |        | Súmula Detalhes |           | Árbitro: Ranilton Oliveira |

| Tuntum | Moto Club |

| 9 de novembro | Moto Club | 1 – 2           | Tuntum                   | Castelão, São Luís  |
| 19:00         | Enzzo 44' | Súmula Detalhes | Maicon 14' · Patrick 79' | Árbitro: Paulo José |

| Moto Club | Tuntum |

Maranhão x IAPE
O Maranhão enfrentou o IAPE na primeira partida, no estádio Nhozinho Santos às 16h00. Aos 29 minutos do primeiro tempo, o jogador Capote do Demolidor de Cartazes, em uma jogada individual, aplicou 2 dribles curtos e chutou no canto esquerdo do goleiro, marcando o primeiro gol da partida. Aos 27 minutos do segundo tempo, Daniel ampliou o placar para 2–0, após outra jogada individual de Guilherme. Depois disso, o Maranhão desperdiçou outras 3 oportunidades de gol. Aos 50 minutos, o jogador Matheus, do Canário da Ilha, chutou pelo alto, quase do meio campo, diminuindo o placar para 2–1. Dois minutos depois, o IAPE quase empatou, porém, o goleiro do Maranhão defendeu. A primeira partida ficou marcada por um atraso de 50 minutos para o início do segundo tempo, por falta de ambulância. O veículo teve que sair no intervalo por conta de uma lesão no joelho do atleta Vitão, do Maranhão. A partida ficou paralisada até à volta da ambulância.
A segunda partida foi disputada no mesmo estádio, às 19h00. Aos 34 minutos do primeiro tempo, o atleta Vander, do MAC, marcou o 1° gol da partida, em uma penalidade máxima sofrida pelo atleta Capote. Com a vantagem no placar, o MAC diminuiu o ritmo, e quase sofreram o empate. Aos 2 minutos do segundo tempo, o atleta Barata, do Canário, cobrou falta do lado esquerdo de ataque para a cabeçada de Luís David, no canto direito de Moisés, goleiro do MAC, empatando a partida. O Canário manteve pressão em busca da virada, mas o MAC se fechou e confirmou a classificação. A classificação marcou a volta do Maranhão em competições nacionais desde 2019, e logo depois da partida, o presidente da equipe anunciou que em caso de título, o MAC ficaria com a vaga na Copa do Brasil.
| 6 de novembro | Maranhão                | 2 – 1           | IAPE          | Nhozinho Santos, São Luís |
| 16:00         | Capote 29' · Daniel 72' | Súmula Detalhes | Matheus 90+4' | Árbitro: José Henrique    |

| Maranhão | IAPE |

| 9 de novembro | IAPE          | 1 – 1           | Maranhão   | Nhozinho Santos, São Luís  |
| 19:00         | Luís Davi 47' | Súmula Detalhes | Vander 34' | Árbitro: Ranilton Oliveira |

| IAPE | Maranhão |

### Final
Maranhão x Tuntum
Predefinição:Copa Federação Maranhense de Futebol de 2022 - Jogo 17/18